# まんがーる!
『まんがーる!』（MANGIRL!）は、原作：center island・斎藤ゆうすけ / kai、作画：玉岡かがりによる日本の4コマ漫画作品。キャラクター原案は、ヤス。『コミック アース・スター』（アース・スター エンターテイメント）にて、創刊号から第28号（2013年7月号）まで連載された。女性ばかりで構成される漫画誌編集部の“ゆるい”日常を描いた作品。
本項では、掲載誌の創刊、漫画の連載に先駆けた「創刊準備号」並びにインターネットラジオなどにおけるキャラクター展開についても解説する。

## 概要
掲載誌と同名の「コミック アース・スター」編集部を舞台に、「はな編集長」をはじめ、それまで雑誌編集経験のまるで無かった女性編集部員たちが、「日本一の漫画雑誌」を作り育てるべく仕事に励む日々を描くコメディである。現実の編集部で起きた出来事をありのままに綴る漫画ではないが、雑誌掲載時の枠外や単行本の余白ページなどに雑誌編集にまつわる豆知識や裏話も紹介されたり、単行本の目次が台割を模した体裁となっている。

### 創刊準備号
掲載誌『コミック アース・スター』創刊に先駆けて2010年よりコミックマーケット（コミケ）や秋葉原の一部書店、後にはTSUTAYAの一部店頭でも無料配布された「創刊準備号」（B5判・全40ページ）に、いずれも『創刊! コミック アース・スター編集部』（そうかん‐へんしゅうぶ）の表題で、卯花つかさによるストーリー漫画1本と、森菜すずは・楠見らんまによる4コマ漫画それぞれ数本ずつが掲載された。この創刊準備号は表紙およびキャラクターデザインの異なるものが3種類作られ、「コミケVer.」をヤスが、「書店Ver.」を文倉十と黒銀が、それぞれ個別に担当した。この創刊準備号および創刊後の一部の号では、付録CDに、後述の配役によるボイスドラマが収録された。

### インターネットラジオ
2010年8月16日より同年12月13日までHiBiKi Radio Stationにて『創刊! コミック アース・スター編集会議』（そうかん! コミック アース・スターへんしゅうかいぎ）の表題でインターネットラジオを配信、創刊準備号付録で編集部員を演じた声優4名が、パーソナリティを務めた。この番組は、創刊前日の2011年3月11日にも、HiBiKi Radio Station並びに音泉にて、1日だけ特別配信された。

### 掲載誌創刊・連載開始
玉岡かがりによる連載漫画としては、2011年3月12日に発売された創刊号より『創刊! コミック アース・スター編集部』（そうかん! コミック アース・スターへんしゅうぶ）の表題で連載開始。2012年5月7日に、翌2013年に向けたテレビアニメの制作が発表されると同時に、表題を『まんがーる!』と改めた。

## 登場人物
※ 以下は、単行本第3巻（第37話まで）までの漫画およびテレビアニメに関する登場人物とその情報である。この漫画では原則として漢字に読み仮名がつかないので、特記したもの以外の読みは正確には不明である。また、この節において「コミック アース・スター」は、この漫画の掲載誌ではなく、はな達の編集部が発行する作中誌を指す。
担当声優は、創刊準備号および創刊後の一部号における付録CDと、インターネットラジオにおけるボイスドラマ / テレビアニメの順で記載。声優1人だけの記載の場合は、テレビアニメのみであることを示す。

### コミック アース・スター編集部
佐々山はな（ささやま はな）
声 - 中原麻衣 / 宮本佳那子
「コミック アース・スター」編集長。短めの茶色い髪に、花を象った髪飾りを着けている。社長に五千枚もの企画書を提出して漫画雑誌創刊を認めさせたり、学生時代の“黒歴史”を暴露すると脅してあきを副編に誘うなど、しばしば暴走するほど熱い情熱を持つ反面、計画性が無く、研究と称して漫画を読みふけったり、業務そっちのけで好きなゲームを買いに行ったり遊ぶなどして仕事を溜め込んでは、あきや他の編集部員に助けを請う。色々と周囲を巻き込んで迷惑をかけるが何となく許されてしまう、憎めない人物。
鳥井あき（とりい あき）
声 - 植田佳奈 / 駒形友梨
「コミック アース・スター」副編集長。ロングストレートの青い髪と、眼鏡が特徴。真面目に仕事をこなすクールビューティ。はなとは中学時代からの親友で叱り役。一方で、何かと彼女を気にかける世話焼きな面もある。実は“隠れオタク”で、学生時代に自分を主人公とした魔法少女ものの同人漫画を描いてコスプレもしていた“黒歴史”を持つ。更に当時は本物の魔法少女らしくなりきりをしていたため、当時のはなにはかなり引かれていた。そのことをはなに事毎に触れられては肝を冷やす。
アニメ版ではコスプレ関連の描写は控え目になっており、キャラクター崩壊するほどではなくなった。
原木つぐみ（はらき つぐみ）
声 - 早見沙織 / 尾高もえみ
新入社員にして、新人編集者。茶色い髪を右側頭部でサイドテールにまとめている。元気いっぱいの性格で、仕事にも一所懸命取り組むが、何故か失敗も多い。また、底なしの食いしん坊で、ドーナツを何箱も平らげるなど、度々大食いぶりを発揮しては周囲を驚かせ、または呆れさせる。編集部きっての常識人である反面、暴走しがちなお調子者でもある。つばめ・すずめ（声 - 石原夏織）の双子とひよこ（声 - 日高里菜）という、いずれもそっくりな妹たちが居る。
初期設定では周囲に振り回される苦労人であった。
西島りんご（にしじま りんご）
声 - 矢作紗友里 / 大橋彩香
つぐみ同様に新入社員で、新人編集者。波打つ金髪に赤いリボンを着け、桃色の服を着ている。机にたくさんのぬいぐるみを飾るなど、浮世離れした独特の雰囲気を放つ、編集部のマスコット的存在。しかしながら、部内で最も優秀な編集者でもある。眠りながらも手を休めず作業できるという器用さを持つ。幼い頃に自作した「クマネコ」という名前のぬいぐるみを、いつも大事にしている。
初期設定では腹黒であったが、それはクマネコの方に反映された。

### その他の主な人物
藤森しのぶ
声 - 茅野愛衣
中堅レベルの漫画家。「コミック アース・スター」にて『改造人間 坂本龍馬』を連載中。仕事は丁寧で人当たりも良い美人女性だが、人と会う以外はジャージで過ごす、アシスタントが居ないと部屋を一日でゴミだらけにする、放っておくと食事もろくに摂らない、など、生活力に欠ける面もある。
実は上京する前、駆け出しの同人作家だった頃にはなとあきに出会っている。彼女たちの励ましによって活力を得、今の地位を獲得したと言っても過言ではない。しかし3人とも面識があったことには気づいていない。アニメ版ではこの設定は反映されていない。
御園さゆり（みその さゆり）
声 - 竹達彩奈
編集部とは別部署である「アニメ企画事業部」の部長。財閥「御園グループ」の令嬢でもある。はなの小学生時代の親友で転校により離れていたが、同じ会社に就職し「コミック アース・スター」掲載漫画のアニメ化を機に彼女と再会した。はなのことが大好きだが素直になれないツンデレ。はなからは「おミソちゃん」と呼ばれる。あきに嫉妬して社内の隠し通路（迷路）に落とすなど嫌がらせをしたが、話をするうちに自然と和解した。
アニメでは「誰か」を好いていることが示唆されているが、その相手がはなだとは明言されていない。
原作では水色の髪だが、アニメ版では金髪となっている。
彩野ひかり（あやの ひかり）
声 - 喜多村英梨
「アニメ企画事業部」副部長。御園家に代々仕える家系の娘で、さゆり専属の執事でもある。さゆりの言いつけを冷静かつ忠実にこなす才女だが、彼女がはなに対して暴走する様子を内心で楽しんだりする一面もある。
阿部あん（あべ あん）
声 - 内田真礼
第25話以降「コミック アース・スター」編集部に自作の漫画を持ち込む、漫画家志望のボクっ娘である女子中学生。絵も物語も下手だが、柔軟な発想と情熱は一人前。担当となったつぐみを「師匠」と慕い、漫画の修行に励む。
矢代みう（やしろ みう）
第27話以降登場する、あんの親友である女子中学生。同人漫画を描くので絵はきれいだが、架空の事象にも現実的すぎる発想が難点。あんを内心大好きだが、彼女がつぐみに師事したことを知り、自らも原稿を持ち込んであんの師匠たるつぐみをライバル視する。美少女だがヤンデレで百合と危険な人物。
アニメ版には未登場。

### テレビアニメオリジナルキャラクター
桜台きいろ（さくらだい きいろ）
声 - 悠木碧
テレビアニメ第3話に登場したグラビアモデル。本来はテレビアニメオリジナルキャラクターだったが、原作漫画にもりんごの幼馴染という設定で登場。さゆり等の担当する作中のテレビアニメ「はむかつ!」（『妹は最近むかつくヤツを半殺し!』）の主演や『改造人間 坂本龍馬』のヒロイン・お良役を務めるアイドル声優として第36話以降に登場する。
ひばり先生
声 - 松嵜麗
テレビアニメ第9話登場。あき担当の漫画家の一人。

### 掲載誌の他作品関連
※この漫画は掲載誌たる「コミック アース・スター」の編集部をモチーフとする側面を持ち、以下の様に掲載誌の連載作品に対する言及や他作品からの客演も見られる。
すーぱーそに子
ニトロプラスイメージキャラクターであり掲載誌でメディアミックス作品『そにコマ』の登場人物。単行本第1巻の口絵4コマ漫画2本に、「コミック アース・スター」向けの曲を収録する姿が描かれた。彼女は実際に、掲載誌向けに「第一宇宙速度」名義の「進め!BLUE STAR」を発表した。
世界でいちばん強くなりたい!／東京自転車少女。
第9話でコミスケ（コミックスーパーマーケット＝同人誌即売会）に出展したはなに、客が「せかつよ」「自転車少女。」の略称で注文を入れた。
怪ピルグリム／ノブナガン
第18話冒頭であき達が両作品の単行本発行について言及、そのとき居眠りをしていたはなが夢の中で両作品の世界を訪れ、はなが各々の主人公、他の編集部員も各作品の別の登場人物に扮した。
奏谷しおり（かなや しおり）
『こえたま』の登場人物で、同作品では主人公の声優養成所仲間。第37話でアニメ『改造人間 坂本龍馬』の声優オーディションに参加、自動販売機のトラブルや志望動機で編集部員らと関わりを持ち、志望したヒロイン役こそ逃したが主人公・龍馬役に起用された。
DRACU-RIOT!
アニメ版第8話での同人誌即売会会場に登場した耐水性ポスターの題材として使用。掲載誌では同作のコミカライズ『DRACU RIOT! HONEY』が連載されていた。
血液型くん!／てーきゅう／世界でいちばん強くなりたい!／pupa
いずれもアニメ コンテンツエキスポ 2013の席上でテレビアニメ化を公表された作品だが、公式動画ではその広報をつぐみ（声は尾高もえみ）が行った。

## 書誌情報
- 玉岡かがり、ヤス（キャラクター原案）『まんがーる!』アース・スター エンターテイメント<Earth star comics>、全3巻
  1. 2012年5月12日 初版第1刷発行（2012年5月12日発売[19]）、ISBN 978-4-8030-0338-3
  2. 2013年1月12日 初版第1刷発行（2013年1月12日発売[20]）、ISBN 978-4-8030-0417-5
  3. 2013年3月12日 初版第1刷発行（2013年3月12日発売）[21]）、ISBN 978-4-8030-0433-5

## テレビアニメ
5分枠の短編アニメで、2013年1月から3月までTOKYO MX・サンテレビ・AT-Xにて放送された。ニコニコ動画などでも配信。各話のサブタイトルは既存の漫画の作品名をもじったものになっている。

### スタッフ
- 原作 - アース・スター エンターテイメント（漫画：玉岡かがり、キャラクター原案：ヤス、シナリオ：斎藤ゆうすけ&kai）
- 監督 - 中西伸彰
- シリーズ構成 - 吉田玲子
- キャラクターデザイン・総作画監督 - 尾尻進矢
- 色彩設計 - 真壁源太
- 美術設定・美術監督 - 河野次郎
- 撮影監督 - 伊藤邦彦
- 編集 - 後藤正浩
- 音響監督 - 岩浪美和
- 音楽 - 小池雅也
- 音楽プロデューサー - 野本"Johny"靖
- 音楽制作 - Electro Jet Fuzz
- アニメーションプロデューサー - 鎌田肇
- プロデューサー - 後藤裕
- アニメーション制作 - 動画工房
- 製作 - アース・スター エンターテイメント

### 主題歌
「girl meets DEADLINE」（第1話 - 第12話）
作詞 - 畑亜貴 / 作曲 - 小池雅也 / 歌 - M@N☆GIRL!（宮本佳那子・駒形友梨・尾高もえみ・大橋彩香）
メインキャストで結成したユニット。
「毎日☆まんがーる!」（第13話エンディングテーマ）
作詞 - 月宮うさぎ / 作曲 - IKUTO / 編曲 - 小池雅也 / 歌 - M@N☆GIRL!（宮本佳那子・駒形友梨・尾高もえみ・大橋彩香）

### 各話リスト
| 話数 | サブタイトル                             | 脚本     | 絵コンテ   | 演出       | 作画監督       |
| ---- | ---------------------------------------- | -------- | ---------- | ---------- | -------------- |
| #1   | こちらコミック アース・スター編集部      | 吉田玲子 | 中西伸彰   | 中西伸彰   | 狩野正志       |
| #2   | 毎日編集者                               | 吉田玲子 | 中西伸彰   | 中西伸彰   | 三谷暢之       |
| #3   | グラビア撮影日和                         | 吉田玲子 | 松村樹里亜 | 松村樹里亜 | 中西彩         |
| #4   | あしすたんとの嬢（アシスタントガールズ） | 横谷昌宏 | 中西伸彰   | 中西伸彰   | 赤尾良太郎     |
| #5   | 写植ミッドナイト                         | 横谷昌宏 | 中西伸彰   | 中西伸彰   | 尾尻進矢       |
| #6   | 無限の校正                               | 吉田玲子 | 中西伸彰   | 中西伸彰   | 谷口元浩       |
| #7   | きみじか龍馬(リョーマ)ロード             | 横谷昌宏 | 松村樹里亜 | 松村樹里亜 | 伊藤大翼       |
| #8   | コミスケの星                             | 吉田玲子 | 中西伸彰   | 中西伸彰   | 池田広明       |
| #9   | あずかりもん                             | 横谷昌宏 | 松村樹里亜 | 松村樹里亜 | 三谷暢之       |
| #10  | もっとカッテクーレ                       | 吉田玲子 | 神保昌登   | 神保昌登   | ウクレレ善似郎 |
| #11  | 私たちはまだ本気出してないだけ           | 横谷昌宏 | 松村樹里亜 | 松村樹里亜 | 立口徳孝       |
| #12  | はじめの一巻                             | 横谷昌宏 | 神保昌登   | 神保昌登   | 尾尻進矢       |
| #13  | アニメだV!                               | 吉田玲子 | 中西伸彰   | 中西伸彰   | 尾尻進矢       |
| #14  | 遊ブへんしゅうがぁる                     | 吉田玲子 | 中西伸彰   | 中西伸彰   | 尾尻進矢       |

### 放送局
| 放送地域 | 放送局             | 放送期間               | 放送日時                     | 放送系列         | 備考               |
| -------- | ------------------ | ---------------------- | ---------------------------- | ---------------- | ------------------ |
| 東京都   | TOKYO MX           | 2013年1月3日 - 3月28日 | 木曜 1:35 - 1:40（水曜深夜） | 独立局           |                    |
| 兵庫県   | サンテレビ         | 2013年1月3日 - 3月28日 | 木曜 2:10 - 2:15（水曜深夜） | 独立局           |                    |
| 日本全域 | ニコニコチャンネル | 2013年1月3日 - 3月28日 | 木曜 10:00 更新              | ネット配信       | ニコニコ公式アニメ |
| 日本全域 | AT-X               | 2013年1月3日 - 3月28日 | 木曜 23:10 - 23:15           | アニメ専門CS放送 | リピート放送あり   |

- 2013年3月28日には『ヤマノススメ』放送枠で特番『M@N☆GIRL!のテレビDEまんがーる!』を放送。出演はレギュラーキャスト4人。

### BD
2013年5月24日に発売。映像特典としてテレビ未放送の第14話「遊ブへんしゅうがぁる」（ゲストキャスト：石原夏織、日高里菜）が収録されている。
| 巻 | 発売日        | 収録話         | 規格品番 |
| -- | ------------- | -------------- | -------- |
| 1  | 2013年5月24日 | 第1話 - 第14話 | EAAB-002 |

### M@N☆GIRL!のラジオDEまんがーる!
文化放送によるインターネットラジオ「超!A&G+」にて、M@N☆GIRL!の4名（宮本佳那子・駒形友梨・尾高もえみ・大橋彩香）のうち2人ずつを交代でパーソナリティとする番組『M@N☆GIRL!のラジオDEまんがーる!』を2013年1月5日より同年3月30日まで毎週土曜日24時から30分間、配信された。